# Nowina (Nowa Wieś)
Nowina – część wsi Nowa Wieś w Polsce, położona w województwie mazowieckim, w powiecie sochaczewskim, w gminie Rybno.
W latach 1975–1998 Nowina należała administracyjnie do województwa skierniewickiego.